# Lystrosaurus-faunazone
| Stratigrafie van de Karoosupergroep | Stratigrafie van de Karoosupergroep | Stratigrafie van de Karoosupergroep | Stratigrafie van de Karoosupergroep | Stratigrafie van de Karoosupergroep |
| Periode                             | Groep                               | Formatie ten westen van 24°O        | Formatie ten oosten van 24°O        | Faunazone                           |
| ----------------------------------- | ----------------------------------- | ----------------------------------- | ----------------------------------- | ----------------------------------- |
| Jura                                | Drakensberg                         | Hiatus                              | Drakensberg                         |                                     |
| Jura                                | Stormberg                           | Hiatus                              | Clarens                             |                                     |
| Trias                               | Stormberg                           | Hiatus                              | Elliot                              |                                     |
| Trias                               | Stormberg                           | Hiatus                              | Molteno                             |                                     |
| Trias                               | Beaufort                            | Hiatus                              |                                     |                                     |
| Trias                               | Burgersdorp                         | Hiatus                              | Cynognathus                         |                                     |
| Trias                               | Katberg                             | Hiatus                              | Lystrosaurus                        |                                     |
| Trias                               | Balfour                             | Hiatus                              |                                     |                                     |
| Perm                                | Daptocephalus                       | Hiatus                              |                                     |                                     |
| Perm                                | Teekloof                            |                                     |                                     |                                     |
| Perm                                | Cistecephalus                       |                                     |                                     |                                     |
| Perm                                | Middleton                           |                                     |                                     |                                     |
| Perm                                | Endothiodon                         |                                     |                                     |                                     |
| Perm                                |                                     |                                     |                                     |                                     |
| Perm                                | Abrahams-Kraal                      | Koonap                              | Tapinocephalus                      |                                     |
| Perm                                | Abrahams-Kraal                      | Koonap                              |                                     |                                     |
| Perm                                | Abrahams-Kraal                      | Koonap                              | Eodicynodon                         |                                     |
| Perm                                | Ecca                                | Waterford                           | Waterford                           |                                     |
| Perm                                | Ecca                                | Tierberg / Fort Brown               | Fort Brown                          |                                     |
| Perm                                | Ecca                                | Laingsburg / Ripon                  | Ripon                               |                                     |
| Perm                                | Ecca                                | Collingham                          | Collingham                          |                                     |
| Perm                                | Ecca                                | White Hill                          | White Hill                          |                                     |
| Perm                                | Ecca                                | Prince Albert                       | Prince Albert                       |                                     |
| Carboon                             | Dwyka                               | Elandsvlei                          | Elandsvlei                          |                                     |

De Lystrosaurus-faunazone is een onderdeel van de Beaufortgroep met fossielen uit het Vroeg-Trias. 

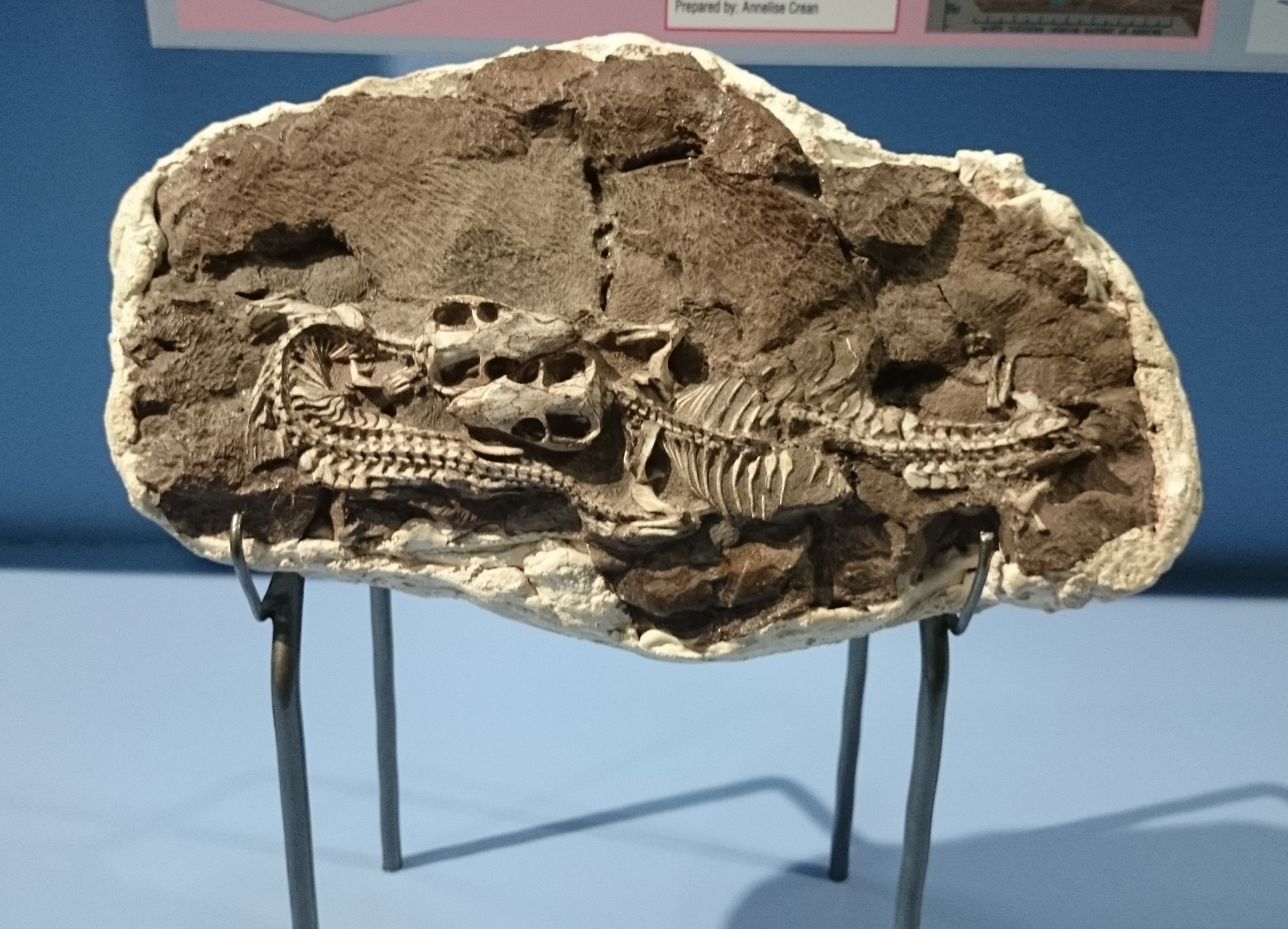
Fossiel van Thrinaxodon in het Iziko South African Museum.

## Zuid-Afrika na de massa-extinctie
De Lystrosaurus-faunazone in de Katberg-formatie toont het paleoecosysteem van de Karoo na de Perm-Trias-massa-extinctie in het Indien en Vroeg-Olenekien (251,9-249 miljoen jaar geleden). Destijds had dit deel van Zuid-Afrika een droog en warm klimaat met sterk seizoensgebonden regenval. Het landschap bestond uit open boomsavannes met ondiepe rivieren die seizoensgebonden droogvielen of overstroomden. Deze faunazone levert het beste fossielenbestand ter wereld voor informatie over de ecologische veranderingen in de landfauna tijdens de overleving en het herstel na de massa-extinctie. 

## Fauna
De faunazone is vernoemd naar Lystrosaurus, een dicynodont die volgens het fossiele bestand wereldwijd vijftig tot negentig procent van alle grote landdieren uitmaakte in het Indien. In de Lystrosaurus-faunazone zijn meer dan tweeduizend fossielen van dit dier gevonden. 
Ook bijzonder algemeen was het anapside reptiel Procolophon, waarvan meer dan tweehonderd fossielen bekend zijn uit deze zone. De bovenste laag van de Lystrosaurus-faunazone wordt soms wel aangeduid als de Procolophon-subzone. 
De algemeenste carnivore therapsiden zijn de therocephaliër Moschorhinus (meer dan tien fossielen) en de cynodonten Galesaurus (meer dan tien fossielen) en Thrinaxodon (meer dan tachtig fossielen). Van de aquatische roofdieren zijn de archosauriër Proterosuchus (meer dan tien fossielen) en het amfibie Lydekkerina (meer dan tachtig fossielen) de algemeenste vormen uit de Lystrosaurus-faunazone. Naast verschillende minder algemene amfibieën en therapsiden zijn verder ook de archosauromorph Prolacerta, de eosuchiër Noteosuchus en de carnivore reptielen Owenetta en Paliguana bekend uit de Lystrosaurus-faunazone.